# William Stukeley
William Stukeley, född 7 november 1687 i Holbeach i Lincolnshire, död 3 mars 1765, var en engelsk antikvarie som gjorde banbrytande arkeologiska undersökningar vid Stonehenge och Avebury. 
Han föddes som son till en advokat. 
Stukeley var vän med Isaac Newton och utgav anteckningar om dennes liv (1752).
William Stukeley var en av de tidiga fornforskarna som förde arkeologin framåt som ämne, men som ändå samtidigt kunde lägga fram helt sanslösa idéer om arkeologiska spörsmål. Han var en god iakttagare av diverse fornminnen. Ännu under upplysningstidens inledningsskede var det vanligt att gemene man gav okända ting övernaturliga förklaringar, men han kunde bland annat förklara att de geometriska konturerna som engelska bönder iakttog i sina åkrar var under jord kvarvarande byggnadsgrunder. 
Han hade ett typologiskt arbetssätt, men det gällde ej artefakter, utan minnesmärken av olika slag. Dessa sammanförde han i olika grupper, beroende av form, för att eventuellt kunna tidsbestämma dem relativt och också hoppas hitta någon information om dem i det knappa skrivna material som berörde tiden före romarnas erövring av England och Wales. Det han är mest känd för är de banbrytande arkeologiska undersökningarna vid Avebury, Silbury Hill och Stonehenge i England.
Praktiskt var hans tillvägagångssätt att studera stratigrafin (byggnadslager) i olika slags gravhögar och kunde av utgrävningsresultatet fastslå att alla ovan tre nämnda namnkunniga engelska fornminnena var förromerska. Detta bekräftades också av flera romerska vägar gick igenom gravhögar, medan vid Silbury Hill, den största konstgjorda kullen i Europa, så gick den romerska vägen en omväg runt kullen för dess omfång hade varit alldeles för arbetsam att genombryta då vägen utstakades. Genom att jämföra förvittringen mellan Avebury och Stonehenge, kom han fram till att det förra stället hade förvittrat mer och därmed måste vara äldre.
Helt och hållet kunde inte ens denna engelska antikvarie hålla sig från spekulationer. Han drog slutsatser som höll sig till fantasins värld.
Denna jämförande arkeologi, som bland annat Stukeleys dotter Anna förde vidare som arv från fadern genom att jämföra en förromersk ristning i sten med förhistoriska mynt och därmed kunde fastställa dess kronologiska ålder, förebådade sådana som dansken Christian Jürgensen Thomsen och svensken Oscar Montelius. Ett stort antal fornforskare, bland annat i Skandinavien och Storbritannien verkade på 1700-talet, tyvärr saknade de en sammanhängande teori, metodmässigt var de också svaga jämfört med arkeologerna på 1800-talet. Dock började enskilda fornforskare som Stukeley rita ut konturerna till det som i början av 1800-talet växte till en vetenskaplig arkeologi.

## Bilder

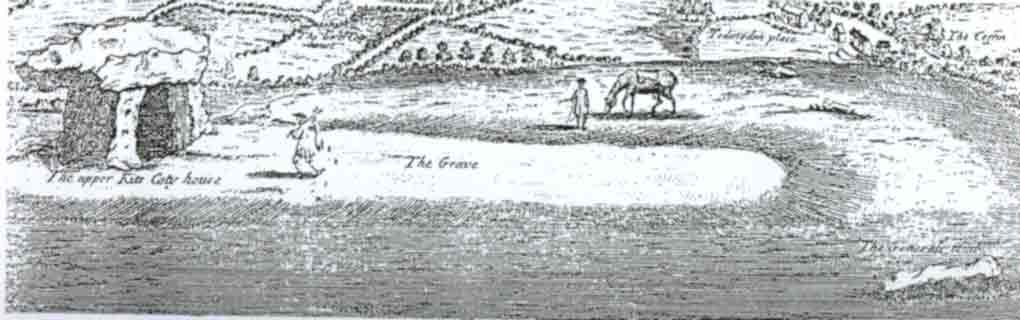
Kit's Coty House i Kent. Teckning av William Stukeley 1722.